# Valmaura
Valmaura è un rione della città di Trieste posto nella prima periferia meridionale della città lungo l'asse che la collega con l'Istria.
Con tale nome viene indicata la piccola valle posta tra il colle di Servola e quello di San Pantaleone. Il toponimo deriverebbe dal nome di un uccello, la scaibica, chiamato maura per via del colore nero del suo piumaggio. Secondo altri studiosi deriverebbe invece da Val Majora.
Nel rione hanno sede le più importanti infrastrutture sportive cittadine: lo Stadio Nereo Rocco, lo Stadio Giuseppe Grezar ed il PalaTrieste, che formano una vera e propria cittadella dello sport. Vi si trovava anche il macello comunale, costruito nel 1852, e spostato in altra sede negli anni ottanta.
Vicino allo Stadio Nereo Rocco, è presente la Risiera di San Sabba, campo di concentramento nazista ed ora monumento nazionale.
La chiesa parrocchiale di Valmaura, dedicata alla Beata Vergine Addolorata, fu costruita tra il 1947 e il 1948 e consacrata il 19 marzo 1948. La parrocchia venne eretta nel 1955.

## Trasporti

### Strade
Il quartiere è servito dalle vie Flavia ed Istria, entrambe facenti parte dell'ex strada statale 15 Via Flavia (che collegava Piazzale Baiamonti a Pola); negli anni 80 venne costruita la grande viabilità triestina (acronimo GVT), classificata strada statale 202 Triestina con lo svincolo sulla Via Valmaura.

### Ferrovie
Valmaura venne servita dal 1902 al 1935 dalla ferrovia Parenzana, poi chiusa e rinominata come ferrovia Trieste Campo Marzio - Trieste Aquilinia, anch'essa ora chiusa al traffico passeggeri ed in uso esclusivo al traffico merci, vi era l'idea di rendere la linea (assieme alla ferrovia Trieste Campo marzio - Villa Opicina) una linea di metropolitana leggera.

### Trasporti urbani
La zona è servita dalle più importanti linee urbane (gestite dalla Trieste Trasporti): la linea 10 che collega il quartiere a Piazza Tommaseo. La linea 8 la collega alle rive ed a Roiano, le linee dalla 19 alla 23 le collegano alla stazione ferroviaria centrale  e la linea 52 svolge il percorso circolare nel quartiere stesso, nella zona di Sant'Anna e sul Monte San Pantaleone.
Alcune linee erano precedentemente sostituite da tram e filobus.

## Curiosità
In un appartamento all'interno del complesso residenziale "Le Agavi", nel 1982 è stato nascosto Roberto Calvi durante la sua latitanza.